# 우니크레디트
우니크레디트(UniCredit)는 본사가 이탈리아 밀라노에 위치한 국제적인 뱅킹 그룹이다. 이탈리아에서 유일하게 체계적으로 중요한 은행이며 자산 규모로 보면 세계 34위에 드는 은행이다. 1998년 크레디토 이탈리아노와 우니크레디토의 합병으로 설립되었다.
우니크레디트는 서유럽, 중앙유럽, 동유럽에서 강한 존재감을 나타내는 범유럽주의 은행이다.